# Bartolomeo Aymo
Bartolomeo Aymo (o Aimo) (Virle Piemonte, 25 settembre 1889 – Torino, 11 dicembre 1970) è stato un ciclista su strada italiano.
Fu professionista dal 1919 al 1930.

## Carriera
Corse per la Ganna, la Legnano, l'Atala, l'Aiglon-Dunlop, la Mifa Olympic e l'Alcyon. Corse in Italia, Germania e Francia, distinguendosi soprattutto nelle corse a tappe. Partecipò a sette edizioni del Giro d'Italia tra il 1919 e il 1928, vincendo quattro tappe e concludendo quattro volte sul podio.
Partecipò anche a tre edizioni del Tour de France tra il 1924 e il 1926, vincendo due tappe e concludendo due volte al terzo e una volta al quarto posto.
Aymo è stato sepolto nel Cimitero monumentale di Torino.

## Palmarès
- 1919 (Ganna, una vittoria)

Napoli-Potenza
- 1920 (Ganna, tre vittorie)

1ª tappa Giro dei Tre Mari (Napoli > L'Aquila)
3ª tappa Giro dei Tre Mari (Benevento > Bari)
Giro delle Alpi Apuane
- 1922 (Legnano, due vittorie)

5ª tappa Giro d'Italia (Pescara > Napoli)
9ª tappa Giro d'Italia (Genova > Torino)
- 1923 (Atala, due vittorie)

2ª tappa Giro d'Italia (Torino > Genova)
Giro del Piemonte
- 1924 (Legnano, quattro vittorie)

Prova su strada Giro della Provincia di Milano (con Giovanni Brunero)
Prova dell'australiana Giro della Provincia di Milano (con Giovanni Brunero)
Giro della Provincia di Milano (con Giovanni Brunero)
1ª tappa Giro d'Italia (Milano > Genova)
- 1925 (Alcyon, una vittoria)

13ª tappa Tour de France (Nizza > Briançon)
- 1926 (Alcyon, una vittoria)

14ª tappa Tour de France (Nizza > Briançon)

## Piazzamenti

### Grandi Giri
- Giro d'Italia

1919: ritirato
1920: ritirato
1921: 3º
1922: 2º
1923: 3º
1924: ritirato
1928: 3º
- Tour de France

1920: non partito
1924: 4º
1925: 3º
1926: 3º

### Classiche monumento
- Milano-Sanremo

1919: 22º
1921: 12º
1922: 3º
1923: 6º
1924: 10º
1928: 10º
- Giro di Lombardia

1920: 19º
1921: 10º
1922: 3º
1925: 6º